# 瑞典志愿营
瑞典志愿营（瑞典語：Svenska frivilligbataljonen）也被称作汉科营（Hanko Battalion），是一支由1000名志愿兵（其中包括800名瑞典人）组成的瑞典军事单位。在继续战争期间，该部队曾参加过汉科战役，参与了对苏军海军舰队的围困。